# Großschirma
Großschirma è una città di 5 502 abitanti della Sassonia, in Germania.
Appartiene al circondario (Landkreis) della Sassonia centrale (targa FG).

## Storia
Il 1º gennaio 1999 al comune di Großschirma venne aggregato il comune di Reichenbach bei Siebenlehn.